# Hilary Knight
Hilary Atwood Knight (* 12. Juli 1989 in Palo Alto, Kalifornien) ist eine US-amerikanische Eishockeyspielerin, die seit 2023 für die Boston Fleet in der Professional Women’s Hockey League auf der Position der Stürmerin spielt. Knight ist seit 2007 Mitglied der Frauen-Eishockeynationalmannschaft der Vereinigten Staaten und mit neun Goldmedaillen bei Weltmeisterschaften die erfolgreichste Spielerin in diesem Wettbewerb.

## Karriere

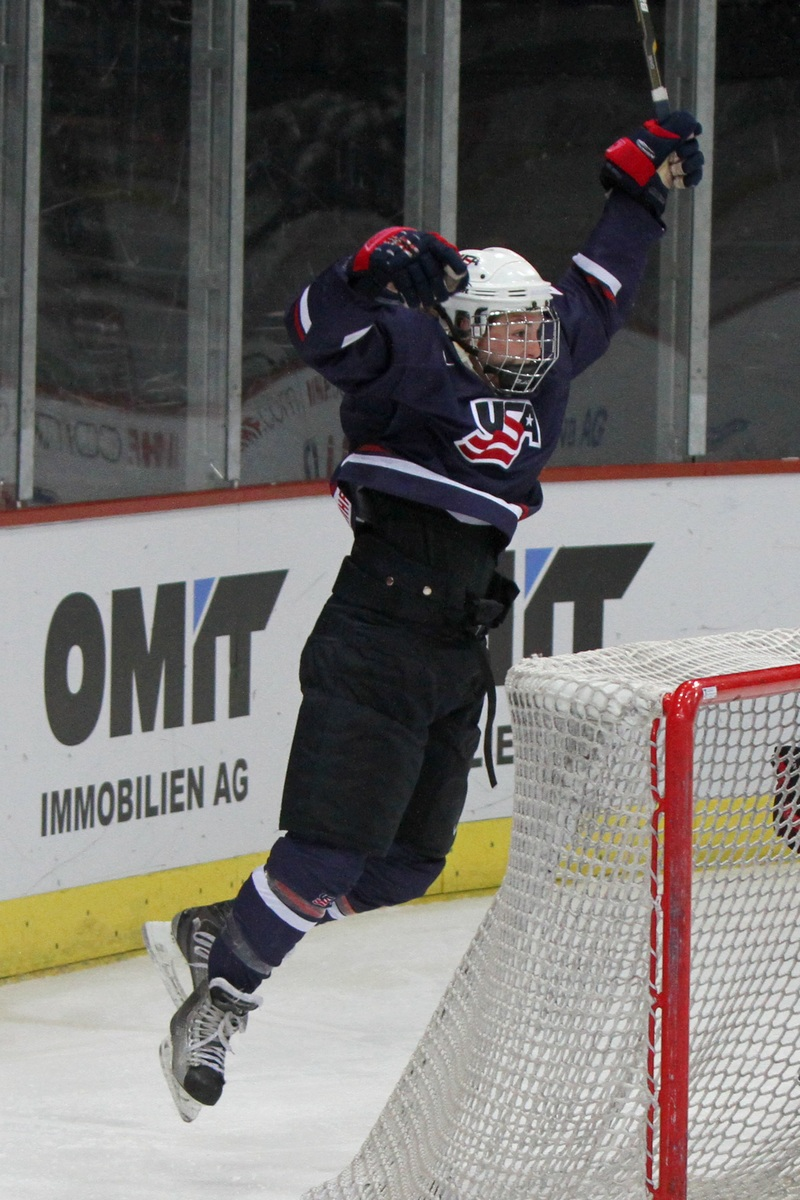
Knight bei der Weltmeisterschaft 2011

Hilary Knight wurde in Palo Alto in Kalifornien geboren, wuchs aber in Hanover im Bundesstaat New Hampshire in einem Skifahrer-Haushalt auf, ihre Eltern konnten nicht Eislaufen. Ihr Cousin Chip Knight war dreimal als Skifahrer bei Olympischen Winterspielen vertreten. Im Alter von zwei Jahren stand Hilary Knight das erste Mal auf Skiern, ehe ihre Mutter die Idee hatte, dass sie auch das Schlittschuhlaufen erlernen sollte. Als Hilary fünf Jahre alt war, zog ihre Familie von Kalifornien nach Chicago, wo sie anfing, Eishockey zu spielen. Ihre drei jüngeren Brüder erlernten ebenfalls diesen Sport und Hilary hatte immer das Bestreben, „besser als meine jüngeren Brüder zu sein“.
Als Schülerin spielte sie für Choate Rosemary Hall und das U19-Team der Connecticut Polar Bears. Nach Abschluss der High School hatte sie zahlreiche Angebote von Colleges, die sie aufnehmen wollten. Knight entschied sich für die University of Wisconsin, da dort mit Mark Johnson ein erfahrener Eishockeytrainer arbeitete, der parallel Nationaltrainer war und sie in Hinblick auf die Olympischen Winterspiele 2010 vorbereiten sollte.

### Erfolge in der NCAA
Hilary Knight spielte insgesamt vier Jahre College-Eishockey in der Western Collegiate Hockey Association (WCHA), einer Liga der NCAA. Dabei erreichte sie in allen vier Jahren mit den Wisconsin Badgers, dem Eishockeyteam der Universität, das Finalturnier der NCAA, das sogenannte Frozen Four. Während die Badgers 2008 und 2012 das Finale um die NCAA-Meisterschaft verloren, gewannen sie das Finalspiel des Frozen Four 2009 und 2011 und erreichten damit die Collegemeisterschaft in diesen beiden Jahren.
Während der Saison 2009/10 unterbrach Hilary Knight ihr Studium, um sich mit dem Nationalteam und Trainer Mark Johnson auf die Olympischen Winterspiele in Vancouver vorzubereiten.

### CWHL und NWHL

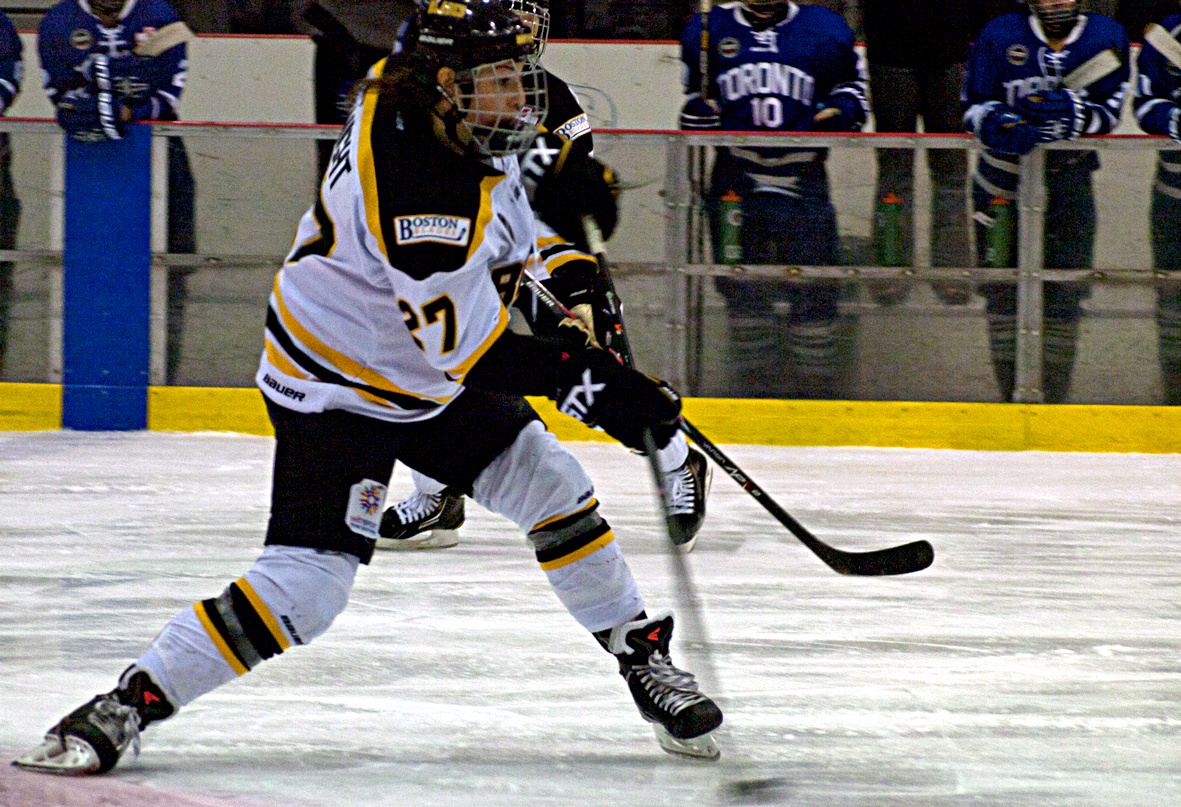
Hilary Knight im Trikot der Boston Blades, Dezember 2014

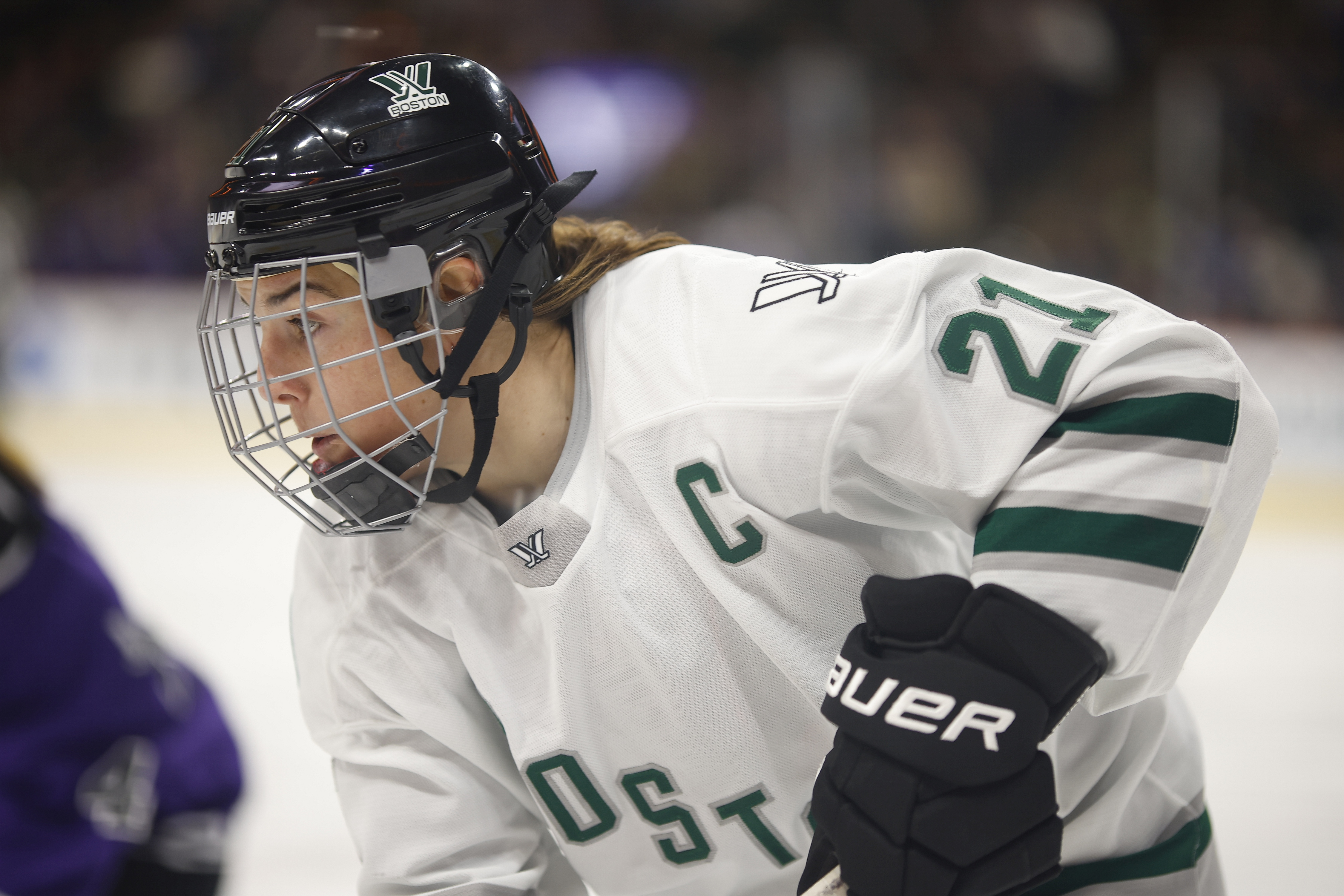
Hilary Knight im Trikot der PWHL Boston, März 2024

Nachdem sie ihr Studium 2012 beendet hatte, wurde sie von den Boston Blades aus der Canadian Women’s Hockey League (CWHL) verpflichtet und gewann mit ihrem neuen Team 2013 den Clarkson Cup. Damit hat Knight die drei wichtigsten Trophäen im Fraueneishockey gewonnen. Für die gezeigten Leistungen im Saisonverlauf wurde sie zudem als Wertvollste Spielerin ausgezeichnet. 2015 wiederholte sie mit den Blades den Titelgewinn, ehe sie zu den Boston Pride aus der neu gegründeten National Women’s Hockey League wechselte. Mit diesen gewann sie in der Premierensaison der Liga den Isobel Cup und blieb dem Team bis zum Ende der Saison 2016/17 treu. Anschließend bereitete sie sich auf die Olympischen Winterspiele 2018 in Pyeongchang vor und schloss sich im Anschluss an das Turnier im März 2018 den Les Canadiennes de Montréal aus der CWHL an.
Ein Jahr später erreichte Knight mit den Canadiennes das Finale um den Clarkson Cup, das mit 2:5 gegen die Calgary Inferno verloren ging.

### PWHPA und PWHL
Im Mai 2019 schloss sich Knight der „#ForTheGame“-Bewegung an, die zur Gründung der Professional Women’s Hockey Players Association führte. Für die PWHPA absolvierte sie in den folgenden Jahren mehrfach Promotionsspiele.
Im Jahr 2023 wurde aus der PWHPA heraus die Professional Women’s Hockey League gegründet. Dabei gehörte Knight zu den ersten Spielerinnen, die in der neuen Liga einen Vertrag erhielten, als sie am 7. September 2023 beim Team PWHL Boston einen Vertrag unterschrieb. Am 2. Januar 2024 wurde Knight zum ersten Kapitän des Teams ernannt.

### International
Hilary Knight begann früh in ihrer Karriere, die Vereinigten Staaten international zu vertreten. So gehörte sie den Nachwuchsnationalmannschaften der USA an. 2006 debütierte sie beim 4 Nations Cup für die Frauen-Nationalmannschaft. Ihre erste Weltmeisterschaft absolvierte sie 2007 und war dabei die jüngste Spielerin des Nationalteams, mit dem sie die Silbermedaille gewann. In der Folge lief sie bis 2017 bei neun Weltmeisterschaften auf und gewann dabei sieben Gold- und zwei weitere Silbermedaille. Bei ihren ersten Olympischen Winterspielen 2010 in Vancouver erzielte sie ein Tor und sieben Assists und verhalf damit ihrer Mannschaft zum Gewinn der Silbermedaille. Bei den Welttitelkämpfen 2011, die in der Schweiz ausgetragen wurden, war sie mit fünf Toren und neun Torvorlagen Topscorerin des Turniers und wurde folgerichtig in das All-Star-Team gewählt. Bei den Olympischen Winterspielen 2018 in Pyeongchang gewann sie im dritten Anlauf schließlich olympisches Gold.

## Erfolge und Auszeichnungen

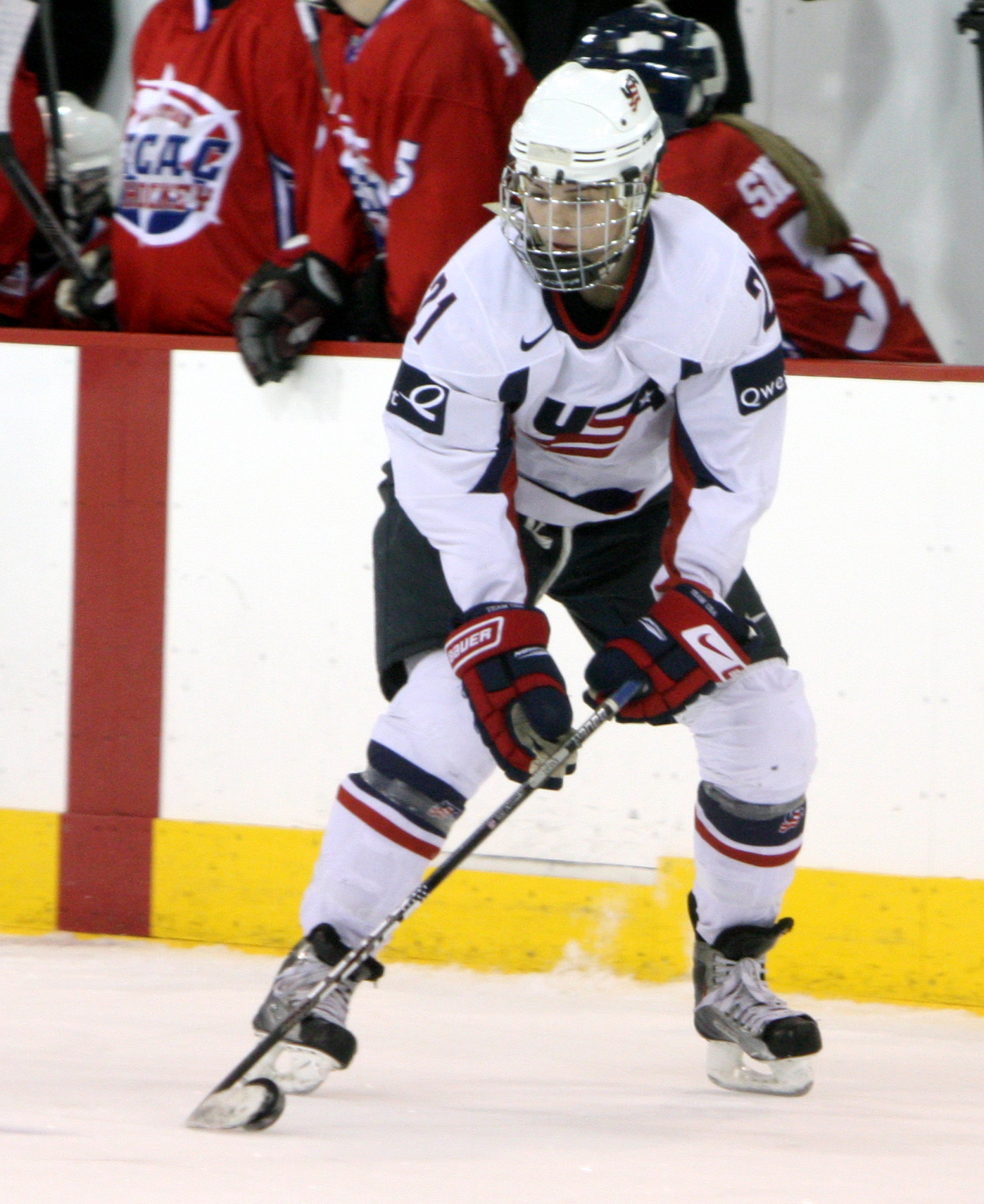
Hilary Knight im Januar 2010

| - 2008 All-WCHA Rookie-Team - 2009 WCHA-Meisterschaft mit der University of Wisconsin–Madison - 2009 NCAA-Division-I-Championship mit der University of Wisconsin–Madison - 2009 Spieler des Jahres der WCHA - 2009 Frozen Four All-Tournament Team - 2011 WCHA-Meisterschaft mit der University of Wisconsin–Madison - 2011 NCAA-Division-I-Championship mit der University of Wisconsin–Madison - 2011 First Team All-America - 2013 Clarkson-Cup-Gewinn mit den Boston Blades | - 2013 Wertvollste Spielerin der CWHL - 2015 Teilnahme am CWHL All-Star Game - 2015 CWHL First All-Star Team - 2015 Clarkson-Cup-Gewinn mit den Boston Blades - 2016 Teilnahme am NWHL All-Star Game - 2016 Isobel-Cup-Gewinn mit den Boston Pride - 2016 Topscorerin der NWHL - 2017 Teilnahme am NWHL All-Star Game - 2025 First All-Star-Team der PWHL |

### International
| - 2007 Silbermedaille bei der Weltmeisterschaft - 2008 Goldmedaille bei der Weltmeisterschaft - 2009 Goldmedaille bei der Weltmeisterschaft - 2010 Silbermedaille bei den Olympischen Winterspielen - 2011 Goldmedaille bei der Weltmeisterschaft - 2011 Topscorerin, beste Torschützin und beste Vorlagengeberin der Weltmeisterschaft - 2011 All-Star-Team der Weltmeisterschaft - 2012 Silbermedaille bei der Weltmeisterschaft - 2013 Goldmedaille bei der Weltmeisterschaft - 2014 Silbermedaille bei den Olympischen Winterspielen - 2014 All-Star-Team der Olympischen Winterspiele - 2015 Goldmedaille bei der Weltmeisterschaft - 2015 Topscorerin und beste Torschützin der Weltmeisterschaft - 2015 Beste Stürmerin der Weltmeisterschaft - 2015 Wertvollste Spielerin der Weltmeisterschaft - 2015 All-Star-Team der Weltmeisterschaft | - 2016 Goldmedaille bei der Weltmeisterschaft - 2016 Topscorerin und beste Torschützin der Weltmeisterschaft - 2016 Beste Stürmerin der Weltmeisterschaft - 2016 Wertvollste Spielerin der Weltmeisterschaft - 2016 All-Star-Team der Weltmeisterschaft - 2017 Goldmedaille bei der Weltmeisterschaft - 2018 Goldmedaille bei den Olympischen Winterspielen - 2019 Goldmedaille bei der Weltmeisterschaft - 2019 Topscorerin und beste Torschützin der Weltmeisterschaft - 2019 All-Star-Team der Weltmeisterschaft - 2021 Silbermedaille bei der Weltmeisterschaft - 2022 Silbermedaille bei den Olympischen Winterspielen - 2022 Silbermedaille bei der Weltmeisterschaft - 2023 Goldmedaille bei der Weltmeisterschaft - 2023 IIHF Female Player of the Year Award - 2025 Goldmedaille bei der Weltmeisterschaft |

## Rekorde
Hilary Knight hält folgende Rekorde der Wisconsin Badgers: Tore gesamt (143), Torschüsse (986), Scorerpunkte (262), spielentscheidende Tore (30), Power-play-Tore (37), Unterzahltore (8), Plus/Minus (+167) und Hattricks (9).

## Karrierestatistik
Stand: Ende der Saison 2022/23

### International
Vertrat die USA bei:
| - Weltmeisterschaft 2007 - Weltmeisterschaft 2008 - Weltmeisterschaft 2009 - Olympischen Winterspielen 2010 - Weltmeisterschaft 2011 - Weltmeisterschaft 2012 - Weltmeisterschaft 2013 - Olympischen Winterspielen 2014 - Weltmeisterschaft 2015 | - Weltmeisterschaft 2016 - Weltmeisterschaft 2017 - Olympischen Winterspielen 2018 - Weltmeisterschaft 2019 - Weltmeisterschaft 2021 - Olympischen Winterspielen 2022 - Weltmeisterschaft 2022 - Weltmeisterschaft 2023 |

(Legende zur Spielerstatistik: Sp oder GP = absolvierte Spiele; T oder G = erzielte Tore; V oder A = erzielte Assists; Pkt oder Pts = erzielte Scorerpunkte; SM oder PIM = erhaltene Strafminuten; +/− = Plus/Minus-Bilanz; PP = erzielte Überzahltore; SH = erzielte Unterzahltore; GW = erzielte Siegtore; 1 Play-downs/Relegation; Kursiv: Statistik nicht vollständig)